# Occidenchthonius alandroalensis
Occidenchthonius alandroalensis é uma espécie de pseudoescorpião descoberta numa gruta no Alandroal, no Alentejo, em Portugal.